# Tangebeek
De Tangebeek, Strombeek of Hellebeek is een beek in België die behoort tot het stroomgebied van de Zenne dat op zijn beurt behoort tot het stroomgebied van de Schelde en heeft een lengte van ongeveer 8 kilometer.
De Tangebeek is een onbevaarbare waterloop van tweede categorie en wordt daarom beheerd door de Provincie Vlaams-Brabant.

## Loop
De Tangebeek heeft haar bron in het Haneveld in Strombeek-Bever (deelgemeente van Grimbergen) en mondt deels uit in het kanaal Brussel-Schelde en deels uit in de Zenne in Zemst. De Tangebeek vormt de grens tussen Grimbergen en Vilvoorde van de Ring tot het kapelletje in de Borgt. In de Borgt stroomt het grootste gedeelte van het water via een overstort en via de Tangebeek afleiding naar het  kanaal Brussel-Schelde. Een klein deel van het water volgt de oostelijke rand van het Domein van Borcht en stroomt door Industriezone 6 met op de linkeroever Caterpillar en op de rechteroever achtereenvolgens de asfaltcentrale van Viabuild, SITA Remediation nv (een centrum voor vervuilde grondreiniging van SUEZ) en het gasafvulbedrijf Balchem Chemogas. Ter hoogte van dit laatste bedrijf is de Tangebeek ingebuisd, passeert onder het terrein van het afvalverwerkingsbedrijf Indaver tot ze terug eventjes aan de oppervlakte komt nabij de Industrieweg. Daarna stroomt dit gedeelte vlak  bij de Verbrande Brug onder het kanaal Brussel-Schelde via een  sifon bestaande uit twee pijpen, om langs de oostelijke oever van het kanaal door het Dorent-Nelebroek te stromen en in de Zenne uit te monden. 
De Tangebeek heeft geen noemenswaardige zijlopen, op een aantal afwateringsgrachten na.

## Waterkwaliteit
De waterkwaliteit van de Tangebeek kan opgevolgd worden aan de hand van de VMM-meetpunten OW358200 (aan de Sint-Donatuskapel),  OW358100 (aan de Fabrieksweg) en OW358000 (aan de Verbrande Brug), maar dit wordt slechts sporadisch gemeten. De waterkwaliteit van de Tangebeek heeft te lijden onder het feit dat veel rioleringen nog niet afgekoppeld zijn en door de lozingen van de bedrijven die gelegen zijn langs de beek. Ook het bedrijf Balchem Chemogas loost afvalwater via de bedrijfsriolering in de beek.  De beek heeft ook te maken met lekke rioleringen, waardoor er afvalwater kan insijpelen. In de beek worden sterk verhoogde concentraties van PAK's gemeten.
In de periode tussen 1994 en 2006 was de waterkwaliteit gemeten aan de Fabrieksweg bijzonder slecht (gemeten met de BBI of de Prati-index). In 2009 was er een lichte verbetering vast te stellen.
Vanaf 2008 zijn er ook sporadische metingen beschikbaar van het waterbodemmeetnet van de VMM op locaties WBE004038 (duiker Fabricom tot lozingspunt SITA Remediation NV/strroomafwaarts lozingspunt Sita Remediation NV) en WBE004039 (tussen lozingspunt SITA Remediation NV en Caterpillar; stroomopwaarts van lozingspunt SITA Remediation NV). Uit die metingen blijkt dat de waterbodem sterk verontreinigd is met arseen, kwik, lood, PAKs, apolaire koolwaterstoffen, polychloorbifenyl en organochloorpesticiden (triade klasses 4).

## Natuurgebieden
Langs de Tangebeek vindt men het Tangebeekbos en het Domein van Borcht.

## Geschiedenis

### Rampspoed in 1839
In juni 1839 waren hevige regenbuien en een verstopping van de buizen onder de eerder aangelegde steenweg tussen Vilvoorde en Aalst de oorzaak van een overstroming in het Grimbergse gehucht Borgt, toen de dijk het begaf. De Sint-Donatuskapel in de Borgt aan de Leopold Luypaertstraat herinnert nog aan deze ramp, waarbij 74 mensen het leven lieten.

### Ondoordachte verkavelingen in de 20e eeuw
In de tweede helft van de 20e eeuw werd de winterbedding van het brongebied van de Tangebeek verkaveld (Haneveldlaan) met de te voorziene wateroverlastproblemen als gevolg.. Ook het Populierendal en verkavelingen in het Domein Kiekens werden aangelegd in van nature overstroombare gebieden, met ook daar permanente wateroverlastproblemen tot gevolg.